# همایاک هوهانیسیان
همایاک کونستانتینی هوهانیسیان (ارمنی: Հմայակ Կոնստանտինի Հովհաննիսյան؛ زادهٔ ۸ آوریل ۱۹۶۰) یک سیاستمدار اهل ارمنستان است که از تاریخ ۱۹۹۹ تا تاریخ ۲۰۰۷ سمت نمایندگی دوره‌های دوم و سوم مجلس ملی جمهوری ارمنستان را برعهده داشت.

## زندگی‌نامه
در ۸ آوریل ۱۹۶۰ در ایروان به دنیا آمد و از دانشگاه دولتی مسکو فارغ‌التحصیل شد. 